# Русский Север (национальный парк)
Национальный парк «Русский Север» — особо охраняемая природная территория в России, на территории Кирилловского района Вологодской области.
Образован 20 марта 1992 года постановлением Правительства Российской Федерации № 182 с целью сохранения уникальных природных комплексов Вологодского Поозерья и богатейшего историко-культурного наследия края.
Это земли с богатым историческим прошлым, на которых расположено большое количество памятников архитектуры и истории.

## География
Площадь парка — 168 000 га, из которых 116 100 га занимают леса. 54,4 % территории занимают земли, вошедшие без изъятия из хозяйственного использования.
Парк расположен в пределах Белозерско-Кирилловской гряды между озёрами Белое, Воже, Кубенское, в 120 км к северо-западу от областного центра.  Бесчисленные речки, озера, ручьи, протоки, протекающие по территории национального парка, относятся к бассейну Каспийского моря, лишь реки Порозовица с притоками и Модлона — к бассейну Белого моря.

### Транспортная инфраструктура
По территории национального парка проходят автомобильные дороги:
федеральная трасса А119 Вологда — Медвежьегорск,
Кириллов — Чарозеро,
Кириллов — Белозерск,
Кириллов — Череповец.
На дороге на Белозерск в летний период действует паромная переправа. Важное транспортное значение имеют Волго-Балтийский водный путь и Северо-Двинская шлюзовая система. Северо-Двинская водная система, построенная в 1825—1828 гг. и проходящая по территории парка, является памятником инженерной мысли, включает в себя 5 искусственных каналов, 7 шлюзов. В 2004 году был открыт мост через Волго-Балт в районе деревни Иванов Бор, что привело к закрытию соответствующей паромной переправы. Через каналы Северо-Двинской системы переправляются по одному автомобильному мосту на трассе Вологда-Медвежьегорск, и ряду понтонных мостов.

## Природа
На территории парка произрастает сосудистых растений – 734 вида; собственно мхов - 41 вид, 3 подвида и 2 разновидности печеночников, 174 вида, 1 подвид и 2 разновидности листостебельных мхов; лишайников – 129 сумчатых, 1 базидиальный, 1 несовершенный; грибов – 404 вида. В парке проходит северная граница распространения клёна, липы, вяза, встречаются лещина и дикая яблоня. 10 видов растений занесены в Красную книгу РФ, 88 видов - в Красную книгу Вологодской области. 
Обнаружено 305 видов позвоночных животных: в водоёмах 31 вид рыб, 7 амфибий, 6 рептилий, известны 214 видов птиц, 50 видов млекопитающих. Около 86 видов представителей фауны нуждаются в особой охране. В последние годы в парке расселились и успешно размножаются занесённые в Красную книгу РФ орлан-белохвост и скопа.
На территории парка расположены два уникальных лесных массива — Шалго-Бодуновский и Сокольский бор с богатой северной флорой и фауной. Первый малодоступен, второй является популярным местом отдыха. Некоторые виды животных и птиц, обитающих на территории парка, а также некоторые виды произрастающих растений занесены в Красную Книгу.

## Памятники истории и археологии
На территории национального парка расположены знаменитые монастыри Русского Севера — Кирилло-Белозерский, Горицкий и Ферапонтов (памятник Всемирного наследия), а также Нило-Сорская пустынь. Архитектурные ансамбли монастырей сформировались в XV-XVII вв.
На реке Модлоне и Порозовице сосредоточено много археологических памятников, отражающих всю культурную историю Севера Европейской России. Все исторические эпохи (кроме палеолита) оставили свои следы. На реке Модлоне, севернее парка, обнаружено Модлонское свайное поселение .

## Туризм
На территории парка действуют 8 турбаз, функционируют 5 детских лагерей отдыха и летний трудовой лагерь для подростков; 4 охотничье-рыболовные базы.
- Кирилло-Белозерский монастырь
- Ферапонтов монастырь
- Горицкий монастырь
- Калипсо луковичная в национальном парке